# Alpaida tuonabo
Alpaida tuonabo är en spindelart som först beskrevs av Chamberlin och Ivie 1936.  Alpaida tuonabo ingår i släktet Alpaida och familjen hjulspindlar.
Artens utbredningsområde är Panama. Inga underarter finns listade i Catalogue of Life.